# Gerhard Werner
Gerhard Werner (1921 – 2012) foi um médico e estudioso ativo em pesquisas nas áreas de farmacologia, psiquiatria, neurociência cognitiva, especialmente neurodinâmica, inteligência artificial e teoria da complexidade. Durante sua carreira, e continuando após sua aposentadoria em 1989, ele publicou pouco mais de uma centena de artigos científicos e ocupou cargos administrativos em instituições governamentais, acadêmicas e corporativas.
Werner formou-se na Faculdade de Medicina da Universidade de Viena em 1945 e continuou seus estudos em matemática, física teórica e, posteriormente, em psicanálise. Ele ingressou na Organização Mundial da Saúde (OMS) e serviu em Calcutá e São Paulo. Ele trabalhou no Cornell Medical College e na Johns Hopkins University com Vernon Mountcastle.
Em 1984, Werner recebeu o Prêmio Alexander von Humboldt para estudar as correlações de sinais temporais no cérebro.